# U.S. Bank Center (Seattle)
El U.S. Bank Center, anteriormente U.S. Bank Centre, es un rascacielos de 44 pisos en Seattle, en el estado de Washington, Estados Unidos. El edificio se inauguró como Pacific First Center y se construyó entre 1987 y 1989. A 607 pies (185 m), actualmente es el octavo edificio más alto de Seattle y fue diseñado por Callison Architecture, que también tiene su sede en el edificio. Contiene 943 575 ft² (87 661 m²) de espacio para oficinas.

## Historia
El sitio, entre las avenidas 5ta y 6ta y limitado al norte por Pike Street y al sur por Union Street, albergó el Music Box Theatre, el Hotel Windsor y una joyería durante varias décadas. En 1983 se anunció un rascacielos de 46 pisos, llamado Stimson Center, que habría sido el tercer edificio más alto en el centro de Seattle con 588 pies (179,2 m). El complejo estaba previsto que costara 200 millones de dólares e incluiría unos grandes almacenes en un podio de siete plantas que también abarcaría el aparcamiento más grande del centro de Seattle, con capacidad para 1200 vehículos en sustitución del garaje del Washington Athletic Club. La torre de forma ovalada, diseñada por el arquitecto y codesarrollador John Graham & Company, habría tenido un revestimiento de vidrio y piedra de colores claros.
El Ayuntamiento de Seattle concedió vacación de la calle adyacente en marzo de 1985 tras la oposición debido a su gran tamaño. The Music Box y el Town Theatre adyacente cerraron el mes siguiente. La financiación del proyecto colapsó a finales de 1985 después de que varios inquilinos importantes se retiraran, incluido el bufete de abogados Perkins Coie; También se buscó a AT&T como posible inquilino importante, pero en su lugar eligieron la Gateway Tower. Para entonces, las luchas internas entre los codesarrolladores Graham y C.D. Stimson Company habían escalado hasta convertirse en demandas entre las partes en medio de deudas de 12 millones de dólares. El desarrollo fue comprado en 1986 por Prescott, Inc. y remodelado en una torre de 44 pisos que inicialmente se llamaría Edificio 1420 de la Quinta Avenida. El ayuntamiento aprobó nuevos planos para la torre en diciembre de 1986.
Pacific First Bank, con sede en Tacoma, anunció en febrero de 1987 que trasladaría a 225 empleados al edificio, que pasó a llamarse Pacific First Center. Otros inquilinos importantes incluyeron el bufete de abogados Lane, Powell, Moss & Miller y Callison, el arquitecto del proyecto. Más tarde, Prescott se convirtió en el primer desarrollador de Seattle en cortejar a una empresa japonesa para obtener financiación cuando se asoció con Hazama Corporation y más tarde con C. Itoh & Co.. En agosto comenzó la demolición de los edificios del sitio, que habían permanecido vacíos durante años. Sellen Construction fue el contratista general del proyecto. Un herrero murió a causa de una caída en el sitio de construcción de Pacific First Center el 22 de agosto de 1988; Como resultado, el Departamento de Trabajo e Industrias del Estado de Washington multó al subcontratista The Erection Company con 24 500 dólares por violaciones de seguridad.
El Pacific First Center abrió sus puertas el 30 de mayo de 1989, en medio de un exceso de oferta de inmuebles para oficinas en el centro. El 21 por ciento estaba desocupado en 1990 y la escritura del edificio se transfirió al financiero Seafirst Bank en septiembre de 1989 para evitar una posible ejecución hipotecaria. Luego, Prescott volvió a adquirir el edificio en diciembre de 1990. El Pacific First Center incluía un vestíbulo público de tres pisos, un centro comercial con minoristas exclusivos y una sala de cine de dos pantallas; el piso 23 tenía una escuela y guardería Montessori, una de las primeras en Seattle en tener un edificio de oficinas en el centro.
Pacific First fue adquirida por Washington Mutual en 1993 y planeaba abandonar la torre; U.S. Bank anunció un acuerdo de arrendamiento de ocho pisos y derechos de nombre que finalizó ese año. El banco comenzó a mudarse al edificio, rebautizado como US Bank Center, en diciembre de 1993. El U.S. Bank Center se vendió a Bentall (posteriormente parte de Ivanhoé Cambridge) por 236 millones dólares en 1998; un porcentaje del 50 por ciento de participación se vendió al año siguiente a la empresa emiratí Emaar Properties por 130 millones de dólares. La sala de cine del complejo tardó varios años en volverse rentable y fue operada por Loews Cineplex hasta que cerró en febrero de 2001.
El US Bank Center y el Wells Fargo Center fueron comprados por EQ Office, una subsidiaria de Blackstone Inc., en 2019 por 1,2 mil millones de dólares. En 2021, EQ anunció una renovación importante de dos años del vestíbulo público y del centro comercial, cuyo costo se estima en $70 millones. El nuevo espacio comercial, denominado «Cedar Hall», se inauguró en junio de 2023 y comprende 155 pies cuadrados (14,4 m²) en tres plantas. El edificio también pasó a llamarse U.S. Bank Center en ese momento.

## Diseño
El Pacific First Center fue diseñado por Gerry Gerron de Callison Architecture, quien pretendía que su vestíbulo y áreas comerciales comprendieran una «calle interior» y un tercer lugar para el público. Sus tres pisos más bajos incluían una combinación de tiendas y restaurantes de lujo, así como una sala de cine Cineplex y cadenas de restaurantes. El vestíbulo fue descrito como «más amigable» que otros rascacielos de Seattle a pesar de sus acabados «elegantes y lujosos», que incluían mármol y granito entre grandes ventanales.

### Colección de arte
La zona comercial pública en los niveles inferiores del edificio tiene una colección permanente de obras de artistas destacados, financiada con una reserva del 1% de los costes de construcción. La colección incluye Flower Form 2 de Dale Chihuly.